# Moriçaba (Senador Vasconcelos)
Jardim Moriçaba, popularmente conhecida apenas como Moriçaba, é uma ex-favela e um bairro não oficial localizado no limite entre Senador Vasconcelos e Campo Grande, na Zona Oeste do Rio de Janeiro. Integra a XVIII Região Administrativa.

## Geografia
É um sub-bairro relativamente pequeno, compreendendo uma área de aproximadamente 120 mil metros quadrados, estando a cerca de 50 quilômetros do centro do Rio de Janeiro. Estende-se das encostas do Morro do Viegas às proximidades da Estrada do Cabuçu e a Estrada do Pré, em Campo Grande. Está delimitada pelo Maciço da Pedra Branca, em Senador Vasconcelos. Conta com serviços regulares de creches, escolas, postos de saúde e igrejas, além de baixos níveis de violência, fatos que denotam índices de qualidade de vida em Moriçaba suficientemente altos para não ser considerado uma favela.
Estima-se que lá vivem cerca de 10000 pessoas.

Vista de Jardim Moriçaba

## História
É pouco sabido que a história da comunidade começou em meados da década de 1920, quando chegaram nesse período moradores de áreas agrícolas do interior do estado. A ocupação se intensificou em 1947, com a abertura da Estrada da Moriçaba, palavra que significa ''carinho'' em língua indígena. Eram inexistentes os serviços de saneamento básico, abastecimento de água, energia elétrica e instituições sociais até a decada de 1970.

## Criminalidade
É parte do território dominado pela Milícia Liga da Justiça, fundada por Ricardo Teixeira Cruz, antigamente chefiada pelo criminoso conhecido como Ecko, morto em operação policial no dia 12/06/2021. A localidade foi incorporada ao domínio miliciano ainda nos anos 2000, todavia sendo registrados atualmente poucos conflitos armados, operações policiais ou invasões de traficantes rivais e inimigos de milicianos, no geral a Jardim Moriçaba, fazendo com que esse espaço seja considerado um local seguro para se viver, pelo menos em comparação aos demais territórios do Rio de Janeiro.

## Classificação como ex-favela
Em virtude da presença consistente de serviços de fornecimento de água, saneamento básico, educação, asfaltamento de ruas, pavimentação e baixos índices de violência, o Jardim Moriçaba foi classificada em 2011 pela Prefeitura do Rio de Janeiro como uma ex-favela, por estar um degrau acima em termos de qualidade de vida em relação à maioria das demais favelas da cidade.